# أندري بورياشوك
أندري بورياشوك (بالأوكرانية: Борячук Андрій Васильович)‏ (23 أبريل 1996 بفينيتسا في أوكرانيا - ) هو لاعب كرة قدم أوكراني في مركز الدفاع. لعب مع نادي شاختار دونيتسك.

## وصلات خارجية
- أندري بورياشوك على موقع الاتحاد الأوربي (الإنجليزية)
- أندري بورياشوك على موقع اتحاد تركيا (لاعب) (الإنجليزية)
- أندري بورياشوك على موقع اتحاد أوكرانيا (الإنجليزية)
- أندري بورياشوك على موقع قاعدة بيانات كرة القدم.إي يو (الإنجليزية)
- أندري بورياشوك على موقع ناشيونال فوتبول تيمز (الإنجليزية)
- أندري بورياشوك على موقع Soccerway.com (الإنجليزية)
- أندري بورياشوك على موقع عالم كرة القدم.نت (الإنجليزية)
- أندري بورياشوك على موقع AS.com (الإسبانية)